# Decretos Reais, Vol. 3
Decretos Reais, Vol. 3 é o nono extended play (EP) e o terceiro lançamento póstumo da cantora e compositora brasileira Marília Mendonça, lançado em 16 de março de 2023, através da Som Livre.

## Gravação
Assim como o primeiro e o segundo trecho do projeto, lançado em julho, o álbum conta com faixas extraídas da live "Serenata", realizada pela cantora em de 15 maio de 2021.

## Lista de faixas
“Decretos Reais, Vol 3” contém quatro faixas, sendo três delas compostas por Marília. O Álbum contém as músicas "Hackearam-Me" (versão solo), "Cumbia do Amor", "O Que Falta Em Você Sou Eu" e "Infiel/Amante Não Tem Lar".
| N.º | Título                          | Compositor(es)                                                          | Duração |  |
| 1.  | "Hackearam-Me"                  | Tierry                                                                  | 3:26    |  |
| 2.  | "Cúmbia do Amor"                | Tonny Brasil                                                            | 2:43    |  |
| 3.  | "O Que Falta em Você Sou Eu"    | Diogo Setton Frederico Hugo Del Vecchio Juliano Tchula Marília Mendonça | 3:16    |  |
| 4.  | "Infiel" / "Amante Não Tem Lar" | Mendonça Tchula                                                         | 5:22    |  |